# ريتا كلاي إسترادا
ريتا كلاي إسترادا (بالإنجليزية: Rita Clay Estrada)‏ (31 يوليو 1941، ميشيغان في الولايات المتحدة)؛ روائية أمريكية.